# 郭嘉駿
郭嘉駿（英語：Denis Kwok Ka Chun；1990年1月14日—），藝名193，香港男主持、演員及歌手，因參加《Good Night Show 全民造星》而入行。現為香港男子組合ERROR成員。

## 簡介

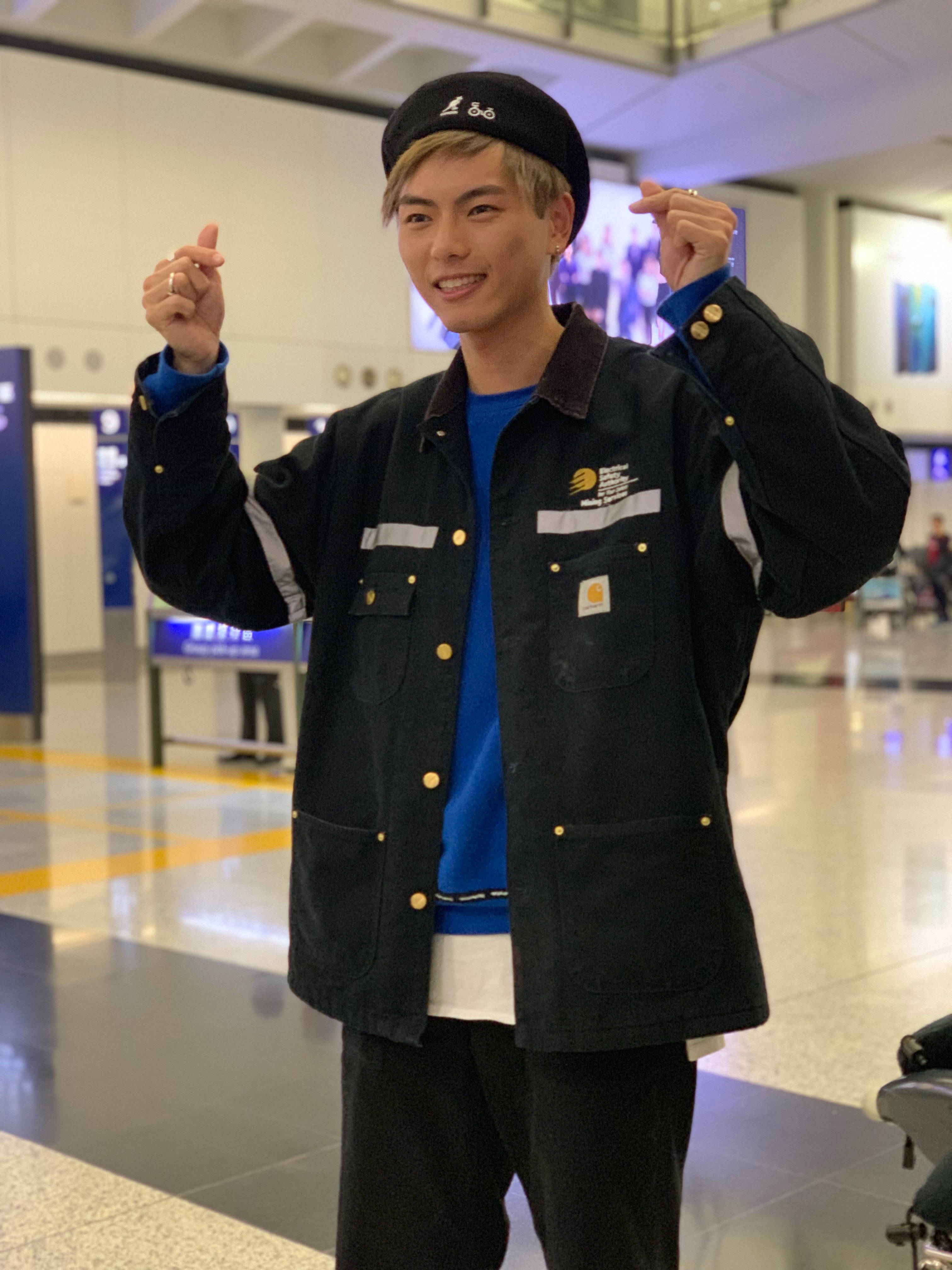
2019年1月於香港國際機場

郭嘉駿童年時與父母及胞妹同住於紅磡黃埔花園，曾就讀於國際英文幼稚園、拔萃小學和何明華會督銀禧中學。郭嘉駿從小熱愛運動，曾是學校泳隊成員，擅長自由式。在小學時，因爸爸喜愛踢足球的關係，曾經參加麥當勞青少年足球計劃。2001年小五暑假，因看了一場經典NBA總冠軍戰而對籃球產生興趣，小學及中學皆為校隊成員，並曾入選南華籃球少年隊，場上位置為中鋒。中五會考後到英國升讀預科，後來於威爾斯的班戈大學修畢心理學榮譽學士課程。在留學時期郭亦在其大學的香港學會組織了一支籃球隊。
郭嘉駿在入行前曾在時裝公司任職採購員，亦有報名參加無綫藝員訓練班，唯未有被取錄。2018年郭在轉職前安排了一個月的休息時間，期間在網上看到《Good Night Show 全民造星》的廣告，便毅然決定參加，其參賽編號為26。他在《前傳》中首次亮相，因身高達192.3厘米而受矚目。節目監製黃慧君（花姐）為他改了暱稱為193，因為192唸起來不夠響亮。
他於《Good Night Show 全民造星》40強止步、後加入組合ERROR正式出道。
- 藉《ERROR自肥企画》中的個人自肥企画推出首支派台單曲《睡到三點》並於10日衝破百萬點擊率。歌曲推出後有人喜歡，但亦有觀眾不喜歡歌曲用Auto-Tune，事後193於社交網站回應疑為自己的作品平反，稱不接受該曲曲風的觀眾為「老土保守怪」。[4][5][6][7][8][9][10][11]
- 曾反擊友台高層曾志偉踩ViuTV的收視率。[12][13][14][15]
- 隊友調侃郭嘉駿為形體大師193，因手長腳長，跳舞時顯得很奇怪。郭在訪問中指已接受了自己跳舞不好看的事實，並稱這是他獨有的特色。
- 郭嘉駿很害怕動物，因而被節目《花姐ERROR遊》安排到日本奈良餵野生鹿群，大受驚嚇；[16]後更於《花姐ERROR遊2》自願挑戰被數千蟑螂「兜頭淋」。[17][18][19]
- 經常挑戰靈異項目，並多次自薦想參與《入住請敲門》拍攝。先後於《花姐ERROR遊》第一季中與吳保錡晚上進入青木原樹海（又稱自殺森林）成功讀稿及自拍。第二季更獨自到全日本最有名的靈異地點犬鳴隧道進行靈探。於《鬼同妳上位》時向千年姐姐叩頭並玩筆仙及在《克服他她它》進行探靈馬拉松。2023年如願已償與ASH 拍攝靈探真人騷《撞鬼自駕遊》。而在2024年的《ERROR死腳膠千萬巨蛋自作夢》中，也和隊友何啟華一同入住凶宅一晚。

- 熱愛時裝，創立自家服裝品牌《LILABOC》，更於2022年一月於旺角開設期間限定POP UP STORE[20][21][22][23]及YOUTUBE CHANNEL《193潮遊香港 — 一鳩衫》以幽默方式介紹香港潮流時裝小店。
- 與友人合資咖啡店Tanuki Coffee於2022年4月10日在紅磡馬頭圍道啟岸商場開業。[24]
- Tanuki Coffee 已於2024年6月13日遷往尖沙咀誠更名為Tanuki Innovation, 打造一間全新的西日料理輕食餐廳。
- 2022年12月2日至2023年1月2日期間，其個人品牌《LILABOC》更再下一城，聯乘尖沙咀The ONE首度於香港商場擺市集，以其招牌金句「知我咩料啦？！」點題，舉行後現代Cult味又搞笑的「今個聖誕知你咩料市集」及LILABOC聖誕期間限定店。[25]
- 曾經學習如何駕駛超低地台富豪B9TL雙層巴士[26]。
- 其個人品牌Narcissism [27]於2025年香港潮流市集ComplexCon參展現身，193亦作為嘉賓出席ComplexCon(versations)，分享其對潮流時裝穿搭的看法。[28]

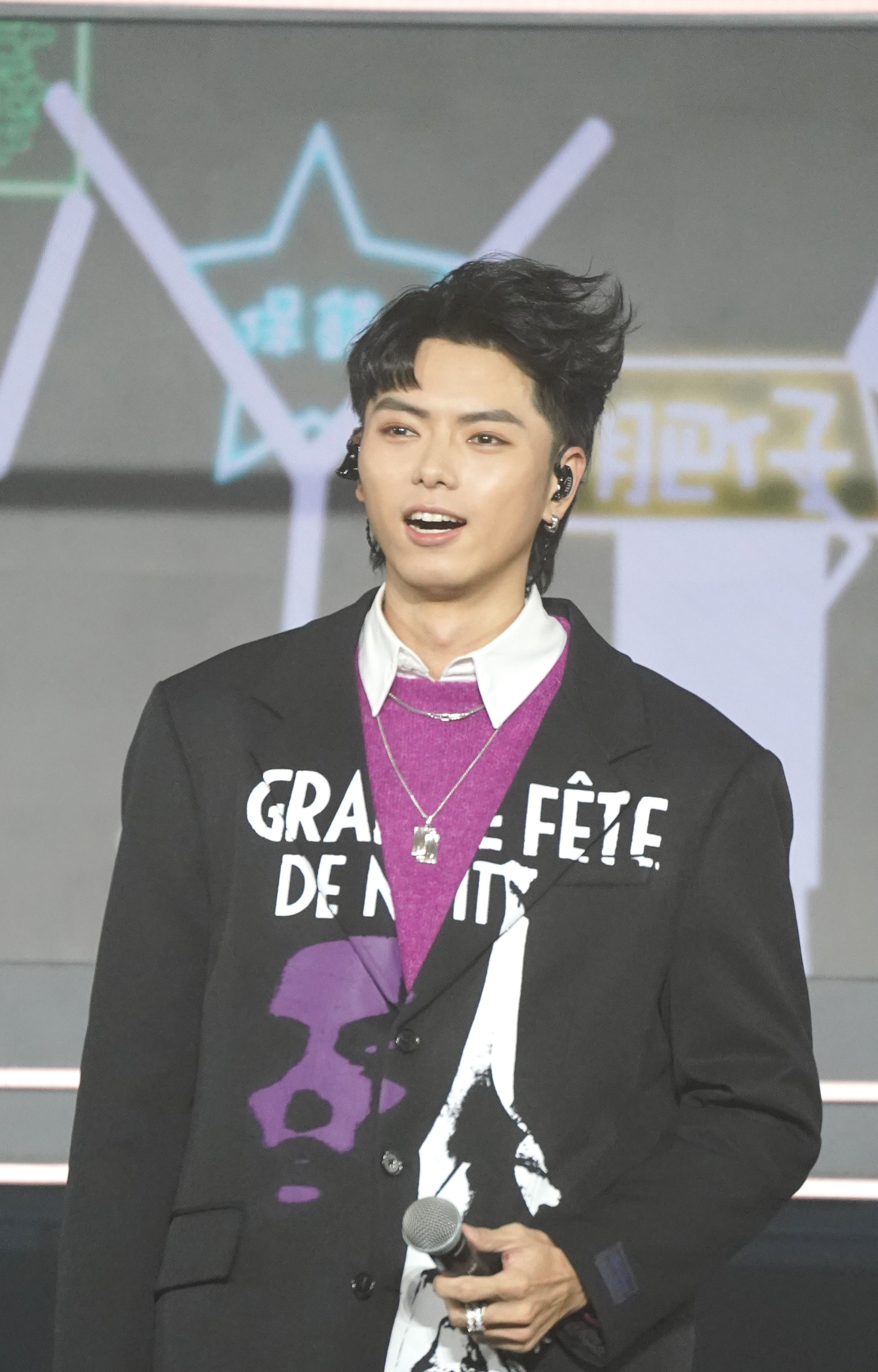
2022年12月18日於九龍灣國際展貿中心

## 事件

### 對電視廣播有限公司及曾志偉的隔空罵戰
2021年4月11日，ViuTV的《最後一屆口罩小姐選舉》總決賽與翡翠台的《開心大綜藝》首集同時段直播。時任電視廣播副總經理曾志偉被問到有關對兩節目對撼的看法，他表示ViuTV大約只有4點收視，而且節目題材較偏門，只能與J2對比，而翡翠台的觀眾是全部華人。
當天晚上，郭嘉駿反駁指TVB是給年紀較大的觀眾（以「老頭」稱呼）收看，而收視率亦只以數百部電視機統計（實為1000部），更暗諷《#後生仔傾吓偈》主持陸浩明年齡超過40歲等。
同年4月18日，郭嘉駿在參與《Chill Club推介榜年度推介20/21》時接受採訪。他澄清本來想說「老一輩」，不過口快說了「老嘢」。他又強調並不是針對曾志偉，而自己很尊重前輩，當見面時會打招呼或者道歉。不過之後被問到怎麼看TVB的「千禧五虎」（余德丞、丁子朗、羅天宇、周嘉洛、朱敏瀚）時，郭嘉駿再衝口而出反問「而家仲用『五虎』呢啲字咁娘㗎咩？」
4月20日，當事人陸浩明在接受採訪時表示不介意郭嘉駿的言論，並指「做呢行好多嘢都要跌跌碰碰，喺經驗中學習，我哋細細個以前都會錯，所以我覺得唔好畀框架自己，做返自己係最正！」
事隔一年半載，193在綜藝節目《ERROR自爆96小時》中激動地回應指自己當日有些衝動，導致相關言論輕佻及無禮地說出來，認為自己當時見到兩位口罩小姐比賽之後覺得憤怒，與他的期望有很大落差，並強調自己不是針對曾志偉，只是想維護自己的台（ViuTV），表示只是針對該句說話（即曾志偉有關對兩節目對撼的看法）。

### 經營的網店退款事件
2021年9月2日，有網民在LIHKG討論區指自己1月在郭嘉駿經營的網店「LILABOC」付款買帽，不過遲遲沒有收到貨品。他分別於2月、8月向網店及郭嘉駿Instagram查詢出貨及退款事宜，但一直得不到回覆，最終選擇在網上公開聲討。同日，LILABOC將回覆網民截圖上載至IG，指客人所付款購買的帽子在2020年9月已截單，而客人誤以為有貨並在2021年1月付款。店方同時公開回覆與網民的對話，但當中夾雜粗口及侮辱字眼，包括「燒俾你」等回覆，詛咒顧客死亡，引起網民不滿。截圖中顯示客人的頭像，並隱約看見電話號碼，間接公開客人資料。
其後網店接連發出限時動態，指店舖很久沒有營運，所以沒有查閱該串訊息。郭嘉駿又指不喜歡便不要關注他，結果其Instagram帳戶兩天流失了約六千粉絲。
事件愈發愈大，引起「反193潮」。LIHKG更開設了「召喚所有俾郭嘉駿（193）走數既面孔」版面，有不少網民分享被LILABOC走數的事件。
事主於當晚回應已收到退款，但作為一直有留意郭嘉駿的觀眾，對他完全失望。9月6日，郭嘉駿於網店發道歉文，為事件為社會及各方朋友帶來不便道歉。他指已成立由專人處理的官方網站及收費系統，他本人亦會「努力工作及持續進步」。

## 音樂作品

### 單曲
| 推出日期       | 曲目                       | 作曲                     | 填詞              | 編曲                     | 監製                         | 備註 |
| 2018年12月27日 | 《共你覓理想》             | 曾路得                   | 俞琤              | Perry Lau                | Adrian Chan、甯浩基          | ViuTV劇集《做演藝嘅》主題曲，與Dee@ERROR、胡希文、劉錫賢、李駿傑@MIRROR合唱 原唱為羅文                     |
| 2020年12月27日 | 《神隊友（神隊友合唱版）》 | 溫翰文                   | 林若寧            | 溫翰文                   | Edward Chan                  | 與顧定軒、陳卓賢、盧瀚霆、呂爵安、邱傲然、柳應廷、王智德、李駿傑@MIRROR、Fatboy@ERROR合唱 《男排女將》插曲 |
| 2021年5月18日  | 《睡到三點》               | Madboii                  | 193               | Madboii                  | Madboii                      | 首支派台作品及個人單曲                                                                                     |
| 2021年7月29日  | 《你是我的Bae》            | JNYBeatz／Karris Sauch   | JNYBeatz／Delta T | JNYBeatz                 | JNYBeatz／Karris Sauch       | JNYBeatz Featuring 193                                                                                     |
| 2022年1月14日  | 《再次Puppy Love》         | Delta T                  | 193／Delta T      | Delta T                  | Delta T                      | 第二首個人單曲                                                                                             |
| 2022年10月24日 | 《痴漢之歌》               | The Hertz                | Him Hui@The Hertz | The Hertz、DJ Tsoi       | The Hertz／馮庭正@RubberBand | 與姜濤、呂爵安、邱士縉、張繼聰、Fatboy@ERROR合唱 《季前賽》插曲                                            |
| 2022年12月14日 | 《越州公路193》            | 張繼聰                   | 黃偉文 Rap詞：193 | Goro Wong                | 謝安琪／Goro Wong            | 第三首個人單曲                                                                                             |
| 2023年8月16日  | 《以為只是沒送花》         | Larry Wong               | 許弘毅            | Larry Wong               | 舒文                         | 第四首個人單曲                                                                                             |
| 2024年3月26日  | 《B出口》                  | 宋星凱／葉懷佩           | 林若寧            | 宋星凱                   | 舒文                         | 第五首個人單曲                                                                                             |
| 2025年1月23日  | 《Keep Walking》           | Daniel Toh／Charlie Suen | 193               | Daniel Toh／Charlie Suen | 陳考威                       | 第六首個人單曲                                                                                             |
| 2025年7月2日   | 《I Just Wanna Dance》     | Delta T                  | 193／Delta T      | Delta T                  | Delta T                      | 第七首個人單曲                                                                                             |

### 派台歌曲成績
註：組合名義的派台歌，請參閱ERROR之頁面。
| 派台歌曲成績（五台） | 派台歌曲成績（五台） | 派台歌曲成績（五台） | 派台歌曲成績（五台） | 派台歌曲成績（五台） | 派台歌曲成績（五台） | 派台歌曲成績（五台） | 派台歌曲成績（五台）                                                 |
| -------------------- | -------------------- | -------------------- | -------------------- | -------------------- | -------------------- | -------------------- | -------------------------------------------------------------------- |
| 唱片                 | 歌曲                 | 903                  | RTHK                 | 997                  | TVB                  | ViuTV                | 備註                                                                 |
| 2021年               |                      |                      |                      |                      |                      |                      |                                                                      |
|                      | 睡到三點             | 16                   | 3                    | 2                    | ×                    | -                    | 首支個人派台歌曲 加拿大至 HIT 中文歌曲排行榜：1                      |
| 2022年               |                      |                      |                      |                      |                      |                      |                                                                      |
|                      | 再次Puppy Love       | 20                   | -                    | 2                    | ×                    | -                    | 加拿大至 HIT 中文歌曲排行榜：7                                       |
|                      | 痴漢之歌             | ×                    | ×                    | ×                    | ×                    | -                    | 與姜濤、呂爵安、邱士縉、梁業、張繼聰合唱 ViuTV電視劇《季前賽》片尾曲 |
|                      | 越州公路193          | -                    | -                    | 5                    | ×                    | -                    | 加拿大至 HIT 中文歌曲排行榜：1                                       |
| 2023年               |                      |                      |                      |                      |                      |                      |                                                                      |
|                      | 以為只是沒送花       | 17                   | 13                   | 8                    | ×                    | 4                    | 加拿大至 HIT 中文歌曲排行榜：10                                      |
| 2024年               |                      |                      |                      |                      |                      |                      |                                                                      |
|                      | B出口                | 3                    | -                    | -                    | ×                    | 3                    |                                                                      |
| 2025年               |                      |                      |                      |                      |                      |                      |                                                                      |
|                      | Keep Walking         | 18                   | 10                   | -                    | ×                    | -                    | 加拿大至 HIT 中文歌曲排行榜：10                                      |
|                      | I Just Wanna Dance   | -                    | -                    | -                    | ×                    | 3*                   |                                                                      |

| 各台冠軍歌總數（五台） | 各台冠軍歌總數（五台） | 各台冠軍歌總數（五台） | 各台冠軍歌總數（五台） | 各台冠軍歌總數（五台） | 各台冠軍歌總數（五台） |
| ---------------------- | ---------------------- | ---------------------- | ---------------------- | ---------------------- | ---------------------- |
| 903                    | RTHK                   | 997                    | TVB                    | ViuTV                  | 備註                   |
| 0                      | 0                      | 0                      | 0                      | 0                      | 四台冠軍歌總數：0      |

- （*）上榜中
- （-）未能上榜
- （×）沒有派往該台
- （(1)）兩週冠軍

## 演出

### 《全民造星》相關演出
| 階段 | 表演                                            | 備註 |
| ---- | ----------------------------------------------- | --- |
| 99強 | 《最佳損友》                                    | - 跌入復活區，復活成功                                                                                              |
| 55強 | 《大懶堂》《Papillon》 《老大》                 | - 獲五盞藍燈晉級，加入B2組                                                                                          |
| 40強 | 指定表演歌曲《愛之初體驗》 自選表演《麒麟怪怪》 | - B2組隊友為梁業（肥仔）、陳瑞輝（Frankie）、王焯南（Louis）、黃星叡（星叡） - B2組以2比3負B1組，郭嘉駿於本輪被淘汰 |

### 電影／劇集／舞台劇
| 開播日期 | 開播日期                       | 播放頻道    | 電影/劇集名稱                            | 角色                                           | 備註                        |
| -------- | ------------------------------ | ----------- | ---------------------------------------- | ---------------------------------------------- | --------------------------- |
| 2018     | 12月24日                       | ViuTV       | 做演藝嘅（第1、5、6、9集）               | 郭嘉駿                                         | [ 46 ]                      |
| 2019     | 7月15日                        | ViuTV       | 娛樂風雲                                 | 郭嘉駿                                         | 片尾曲為ERROR《我們不碎》   |
| 2020     | 7月6日                         | ViuTV       | 地產仔（第3、6、9、11、12、14-17、20集） | 震                                             |                             |
| 2020     | 10月8日                        | 電影        | 冥通銀行特約：翻生爭霸戰                 | 陰間攝製隊                                     | [ 48 ] [ 49 ] [ 50 ] [ 51 ] |
| 2020     | 11月23日                       | ViuTV       | 男排女將（第12、14-20集）                | QK                                             | [ 52 ] [ 53 ] [ 54 ]        |
| 2021     | 4月5日                         | ViuTV       | 無限斜棟有限公司（第1、2、18-20集）      | 黃發                                           |                             |
| 2021     | 8月26日                        | 電影        | 鱷魚君最後的100天                        | 粵語配音 新角色青蛙                            | 粵語版配音                  |
| 2021     | 11月25日                       | 電影        | 假冒女團                                 | 郭導演                                         |                             |
| 2022     | 7月14日                        | 電影        | 闔家辣                                   | 熱狗店年輕人                                   |                             |
| 2022     | 10月24日                       | ViuTV       | 季前賽（第4-7、9-15集）                  | 楊舜光（光仔）                                 | [ 56 ] [ 57 ] [ 58 ]        |
| 2022     | 12月6日                        | 微電影      | 足動生命                                 | 高利貸                                         | 特別演出                    |
| 2023     | 2月6日                         | ViuTV       | 殺手廢J                                  | F.G.C.                                         |                             |
| 2023     | 4月17日                        | ViuTV       | 極度俏郎君                               | 姑爺                                           |                             |
| 2023     | 8月10日                        | 電影        | 陰目偵信                                 | Patrick                                        |                             |
| 2023     | 10月27-29,31日, 11月1-5,7-11日 | 舞台劇      | Laugh Vacation                           | 郭同學Denis/靈探圑副會長阿三/新郎駿仔/楊氏宗親 |                             |
| 2024     | 8月14日                        | ViuOriginal | 同居少女諸事卜                           | Peter                                          |                             |
| 2024     | 12月23日                       | ViuTV       | 無用的謊言 (改編自韓國同名電視劇)        | 高嘉豪                                         |                             |

### 電視節目
| 開播日期 | 開播日期               | 播放頻道   | 節目性質         | 節目名稱                       | 出場集數                              | 備註 |
| -------- | ---------------------- | ---------- | ---------------- | ------------------------------ | ------------------------------------- | --- |
| 2019     | 2月4日                 | ViuTV      | 旅遊真人show節目 | 花姐ERROR遊                    | 全部集數主持                          | 主題曲《殺死我的經理人》 |
| 2019     | 2月5日                 | ViuTV      | 賀歲綜藝節目節目 | ERROR金豬賀歲暨花姐巡遊        | 主持                                  | 帶領與一眾紅星藝人唱歌，玩遊戲，大玩 crossover，開開心心過豬年，大賀年初一！                                                                     |
| 2019     | 9月2日                 | ViuTV      | 旅遊真人show節目 | 花姐ERROR遊2                   | 全部集數主持                          | |
| 2019     | 11月3-24日             | ViuTV      | 真人秀           | 港男入贅手冊                   | 第5－8集                              | 與ERROR成員吳保錡參與主持 |
| 2020     | 1月13日                | ViuTV      | 綜藝節目真人show | 全民來電                       | 全部集數主持                          | 與《全民造星II》參賽者各自組成電競隊，參加「博愛一百周年香港電競盃」                                                                             |
| 2020     | 6月8日                 | ViuTV      | 綜藝節目真人show | ERROR自救TV                    | 全部集數主持                          | 四兄弟反省過去表現，決定針對自己的弱點加強訓練自救，實現自己願望，成為新一代宇宙天團！                                                           |
| 2020     | 7月8日                 | ViuTV      |                  | 大發夢家                       | 第3、4、7-9、13-15集主持              | 節目會訪問不同的後生仔如何去實現自己的夢想 |
| 2021     | 3月15日                | ViuTV      | 飲食訪談節目     | 是滴是友                       | 第1、2、4、8、10、13-15集主持         | 與廖碧兒、林曉峰及ERROR成員肥仔主持 |
| 2021     | 3月22日                | ViuTV      | 選美真人show節目 | 最後一屆口罩小姐選舉           | 全部集數主持                          | ERROR擔任隊長及評審，最後8強於4月11日進行現場直播總決賽                                                                                          |
| 2021     | 4月5日                 | ViuTV      | 遊戲節目         | 考有Feel                       | 第1-4、9、10、13、14、17-20集常駐嘉賓 | 由ERROR與ViuTV女藝人組成的隊伍與MIRROR對戰各類五感遊戲。                                                                                         |
| 2021     | 4月11日                | ViuTV      | 旅遊節目         | 異國風情畫－台灣篇及大陸篇     | 第10-13集主持                         | 以香港為場景，帶領觀眾環遊世界的「偽旅遊節目」                                                                                                   |
| 2021     | 4月6日                 | ViuTV      | 特備節目         | ViuTV 5周年：繼續向前          |                                       | 與ERROR成員肥仔出席，介紹《最後一屆口罩小姐選舉》八強及《ERROR自肥企画》預告                                                                     |
| 2021     | 5月3日                 | ViuTV      | 綜藝節目真人show | ERROR自肥企                    | 全部集數主持                          | ERROR與自肥MIKE同WRITER FAI的無制限OT編集団聯合企劃                                                                                              |
| 2021     | 7月23日                | ViuTV      | 東京奧運特備節目 | 《奧運有得揀-開幕禮》          |                                       | 介紹奧運項目三人籃球 |
| 2021     | 7月26、31日、8月6、8日 | ViuTV      | 東京奧運特備節目 | 《奧運有團伙 精彩一夜》        | 第3、8、14、16集嘉賓主持              | 重播當日賽事精華, 恭賀「劍擊界193」張家朗勇奪2020東京奧運男子花劍金牌                                                                            |
| 2021     | 8月8日                 | ViuTV      | 東京奧運特備節目 | 《奧運有得揀-閉幕禮》          |                                       | |
| 2021     | 8月24日至2024年1月9日  | ViuTV      | 清談節目         | 《晚吹 - 戀講嘢》              | 全部共124集主持                       | 與浩南、Helen及郭奕芯組團幫妳逐件拆解女人感情問題                                                                                                |
| 2022     | 8月15日                | ViuTV      | 選美真人show節目 | 尾二一屆口罩小姐選舉           | 全部集數主持                          | 更強調要全方位地展示各佳麗在口罩下最美麗的一面，帶出每位佳麗由內到外的每一面，毫無保留地展現予觀眾，成為選美節目的新革命﹗                       |
| 2022     | 11月13日               | ViuTV      | 綜藝節目真人show | ERROR自爆96小時                | 全部集數主持                          | 透過本節目，他們可以停下來深思，究竟羽翼漸長的4位各自拋開「ERROR」名號而個人發展？又或者停下來為修整船身，再次以ERROR名號重新起航呢？            |
| 2022     | 12月3日                | ViuTV      | 特備節目         | ViuTV 2023                     |                                       | 介紹主持綜藝節目Fashion Killer, 與ERROR演唱《愛情值日生》並向現場觀眾大派禮物, 亦為新劇《極度俏郎君》上台作簡介                                  |
| 2023     | 1月9日                 | ViuTV      | 造型師選秀節目   | Fashion Killer                 | 全部集數主持                          | 會以淘汰形式進行，每個回合有不同範疇的嘉賓，10強參賽者要依照比賽形式和嘉賓要求，設計造型，屆時由嘉賓直接點評，最後選出「最強造型師」             |
| 2023     | 7月17日                | ViuTV      | 靈異真人show節目 | 撞鬼自駕遊                     | 全部集數主持                          | 與Ash擔任主持，以自駕遊方式尋找英國各個猛鬼熱點，以身犯險，要揭開英國鬼魂真面目！                                                                |
| 2023     | 7月21日                | ViuTV      | 綜藝節目真人show | ERROR暑期自作業                | 全部集數主持                          | 打開電視，放下理性架子，跟ERROR一同解開思路限制器，超展開一場又一場的娛樂歷險，為悶熱的仲夏夜帶來最匪夷所思的勃勃生氣！                          |
| 2023     | 10月21日               | ViuTV      | 特備節目         | ViuTV 2024                     |                                       | 介紹ERROR綜藝節目《究竟讀緊乜》並演唱《枱底隧道》                                                                                                |
| 2023     | 12月4日                | ViuTV      | 綜藝節目真人show | 究竟讀緊乜                     | 全部集數主持                          | 本節目旨在了解大學裡不同的「冷門科系」的特色，以綜藝化的方式呈現！                                                                               |
| 2023     | 12月30日               | ViuTV      | 特備節目         | ERROR五周年奇妙的旅程          |                                       | 宇宙天團ERROR繼續大冒險！ 同你笑到喊！慶生都要玩到癲！                                                                                           |
| 2024     | 2月3日                 | 港台電視31 | 音樂節目         | Show動音樂                     | 第六集表演單位                        | 演唱《再見PUPPY LOVE》 和《以為只是沒送花》。 |
| 2024     | 6月22日                | ViuTV      | 生活資訊         | 「足」動ERROR去踢波            | 全部集數主持                          | ERROR 四子足球訓練計畫 |
| 2024     | 7月8日                 | ViuTV      | 綜藝節目真人show | 巴絲Let’s go歐                 | 第一至五集                            | 與妹妹郭嘉盈出發遊葡萄牙 |
| 2024     | 11月25日               | ViuTV      | 綜藝節目真人show | 《ERROR 死腳膠千萬巨蛋自作夢》 | 全部集數                              | ERROR 利用一千萬日圓以「死腳膠DEAD FOOTBOY」搖滾樂隊名義在日本發展音樂事業，夢想在東京巨蛋表演。                                                 |
| 2025     | 3月24日                | ViuTV      | 靈異真人show節目 | 撞鬼自駕遊2                    | 全部集數主持                          | 與米露迪擔任主持，以自駕遊方式尋找英國各個猛鬼熱點，以身犯險，要揭開英國鬼魂真面目！                                                             |
| 2025     | 4月13日、4月20日       | ViuTV      | 資訊節目         | 金像有偈傾                     | 全部集數主持                          | 找來當紅網絡影評人一同「講經」，由四個角度︰「港產大片」、「社會議題」、「人生處境」、以及「賀歲片」去切入，賞析論盡金像獎（第43屆）的入圍電影。 |
| 2025     | 6月14日                | ViuTV      | 生活資訊         | 「足」動ERROR帶埋ROVER去踢波   | 全部集數主持                          | 由ERROR和老師們帶領師弟ROVER及青年領袖，分成三隊展開終極對戰，希望贏得最大快樂指數，學習開心足球                                                 |
| 2025     | 6月23日                | ViuTV      | 運動真人show節目 | 公司逼我打籃球                 | 全部集數主持                          | 由一眾藝人組成代表公司的籃球隊，重拾對籃球的熱愛，找回曾經放棄的籃球夢！                                                                         |

### 公開活動
| 日期           | 演出                                                              | 備註 |
| -------------- | ----------------------------------------------------------------- | --- |
| 2018年12月21日 | 《2018 THE FIRST MIRROR LIVE CONCERT》表演嘉賓                    | 表演歌曲《前傳》《404》 |
| 2018年12月31日 | ViuTV《香港交通銀行除夕倒數》                                     | 於彌敦道與ERROR成員快閃演出 |
| 2019年3月14日  | ERROR出席 American Eagle 沙田新城市廣場店開幕活動                 | 宣傳訪問、現場派雪糕及instagram live                                                                                               |
| 2019年4月10日  | Error代言及出席Now Tv Game of throne 太古城中心宣傳活動           | 宣傳訪問、喝Jonny Walker及影遊戲效果寶麗來                                                                                         |
| 2019年4月14日  | Error出席第38屆香港金像獎頒獎典禮                                 | 活動訪問及行紅地毯 |
| 2019年7月21日  | ViuTV劇集《娛樂風雲》記者會                                       | 宣傳及介紹娛樂風雲的所有出場人物                                                                                                   |
| 2019年7月28日  | ViuTV劇集 《理想國》記者會活動司儀                                | 宣傳及介紹《理想國》 |
| 2019年8月11日  | ViuTV真人SHOW《花姐ERROR遊2》記者會                               | 宣傳及介紹《花姐ERROR遊2》, 唱外語歌及和現場觀眾玩遊戲送生啤                                                                       |
| 2019年12月14日 | 出席《新城電台新人大熱唱2019》                                    | 演唱歌曲《我們不碎》 |
| 2020年10月15日 | 《埋班作樂》作品展──培育計劃成果總結音樂會演唱單位                | ERROR現場演唱原創作品《緊箍咒》 |
| 2021年6月26日  | 出席 Vita Family「至WOW挑戰賽 Live」                              | 與ERROR成員肥仔\| |
| 2021年7月23日  | 出席 ViuTV《夏日電視賞》記者會                                    | ERRORx MIRROR 總動員一齊現身屯門市廣場為ViuTV《夏日電視賞》同《奧運有得揀》一連串精彩節目揭幕                                      |
| 2021年7月25日  | 《C Allstar集合吧演唱會2021》嘉賓                                 | 與C AllStar合唱《我們很帥》和大玩「死亡行星」, ERROR隨後演唱《我們不CHOK》                                                         |
| 2021年8月19日  | 《Guerlain - AR Event 2021》嘉賓                                  | 與古天樂出席, 主持強尼 |
| 2021年8月25日  | 出席《鱷魚君最後的100天》(粵語版)宇宙首映禮                       | 宣傳及介紹《鱷魚君最後的100天》 |
| 2021年10月20日 | 出席《Chill Club The New Vibes》                                  | ERROR、 Yoyo Sham 岑寧兒 、 鄭欣宜 Joyce Cheng 、陳凱詠 Jace共同演出                                                               |
| 2021年11月21日 | 出席《假冒女團》首映                                              | 與盧瀚霆及一眾主要演員宣傳《假冒女團》                                                                                             |
| 2021年12月27日 | 出席《新城勁爆頒獎禮2021》                                        | ERROR奪得「勁爆組合」, 並演唱《我們不CHOK》                                                                                        |
| 2022年1月1日   | 出席《2021年度叱咤樂壇流行榜頒獎典禮》                            | 競逐叱咤新力軍男歌手名ERROR入選我最喜愛組合五強                                                                                    |
| 2022年4月24日  | 出席《Chill Club 推介榜年度推介21/22》                            | 奪得「Chill Club年度新人」銅獎及ERROR奪得「Chill Club年度組合」銅獎, 並演唱《睡到三點》及《我們很帥》                              |
| 2022年4月27日  | 出席《MakerVille - Meet the Makers》                              | 演唱歌曲《愛情值日生》 |
| 2022年6月10日  | 《鄭欣宜｜Between Us 演唱會2022》嘉賓                             | 和鄭欣宜合唱《擁抱愛》及演唱歌曲《愛情值日生》                                                                                     |
| 2022年7月10日  | 出席《闔家辣》首映禮                                              | ERROR全員與呂爵安、鄭中基和吳君如等人出席宣傳暑期賀歲電影                                                                          |
| 2022年9月9日   | 出席《叱咤樂壇Brand New Live生力軍音樂會》                        | 與阿檸合唱《睡到三點》和《HANDSOLO》,並跟力臻同唱《FRIDAY FEVER》, 最後走到台下與粉絲互動演唱《再次PUPPY LOVE》, 最後              |
| 2022年11月11日 | 出席《903 AllStar 籃球賽》                                        | 903DJ 歌手 甲一球星 一夜決戰 全城見證 籃球場上 熱火重新爆發                                                                        |
| 2022年11月20日 | 出席apm商場活動《玩轉未來聖誕城》                                 | 遊歷「3」大聖誕主題區，與現場觀眾大玩遊戲並演唱《睡到三點》和《再次PUPPY LOVE》                                                    |
| 2022年12月23日 | 出席《Yahoo!搜尋人氣大獎 2022 頒獎典禮》                          | 奪得「人氣急星獎」, 獻唱《越州公路193》                                                                                            |
| 2022年12月29日 | 出席《新城勁爆頒獎禮2022》                                        | ERROR奪得「勁爆組合」 |
| 2023年1月1日   | 出席《2022年度叱咤樂壇流行榜頒獎典禮》                            | ERROR入選我最喜愛組合五強 |
| 2023年1月4日   | 出席《THE FIRST SLAM DUNK》群星首映禮                             | 與MIRROR成員AK(江𤒹生)、Edan(呂爵安)及Stanley(邱士縉)出席大談兒時追看漫畫回憶                                                      |
| 2023年4月18日  | 出席《命案》群星首映禮                                            | 一眾演員及幕後主創加上數十位名人嘉賓一起出席及跟演員大合照                                                                         |
| 2023年5月7日   | 出席《Chill Club 推介榜年度推介22/23》                            | ERROR奪得「Chill Club年度組合」銀獎, 並在「熱血／日系風格歌曲 Medley」演唱《自動勝利Let's Fight 》                                 |
| 2023年5月20日  | 出席《Katch Our Life方皓玟音樂會》                                | 先與JNYBeatz首次現場合唱《你是我的BAE》, 及ERROR與方皓玟合唱《All We Have Is Now》, 和現場觀眾大玩情侶kiss cam後唱出《愛情值日生》 |
| 2023年7月14日  | 出席《三叔公園新曆七月十四之猛鬼公園》直播嘉賓                    | 分享入行後拍攝靈探節目的深刻經歷, 並宣傳新節目《撞鬼自駕遊》                                                                       |
| 2023年7月20日  | 出席《全星暑假》記者會                                            | 與一眾藝人將會現身apm同大家見面，仲會率先進行熱身賽，一齊組隊玩遊戲！介紹《全星暑假》系列之《ERROR暑期自作業》及《撞鬼自駕遊》     |
| 2023年7月20日  | 出席日本珠寶品牌MIKIMOTO慶祝130周年期間限定店揭幕盛會             | 與佐藤健、Do姐和Amy Lo一同出席活動                                                                                                 |
| 2023年8月9日   | 出席《陰目偵信》首映禮                                            | 於大圍圍方舉行 |
| 2023年10月20日 | 出席舞台劇 《死鬼老婆》x「恐怖在線」現場版                        | 下半場「恐怖在線」現場版嘉賓, 講述靈探經歷和現場用尋龍尺探靈並宣傳《Laugh Vacation》                                               |
| 2023年12月12日 | 出席《ERROR 5週年樂園之旅》                                       | ERROR成軍5周年, 於美國冒險樂園旗艦店舉辦兩場感謝祭暨見面會                                                                         |
| 2024年1月1日   | 出席《2023年度叱咤樂壇流行榜頒獎典禮》                            | ERROR入選我最喜愛組合五強 |
| 2024年1月5日   | 出席MARK FAST 3D藝術展覽 -- "Face your Fears: Awaken the Dragon.” | 分享MARK FAST時尚服飾與mix & match 心得                                                                                            |
| 2024年3月2日   | 出席「第二屆紅十字會定向挑戰」啟動禮                              | 與星級大使鄭裕玲, 以活動大使出席活動                                                                                               |
| 2024年3月2日   | 出席「Katch the Pop」記者會                                       | 與MIRROR 五子於6月8日聯同韓國歌手鄭秀妍（Jessica）演出音樂會                                                                       |
| 2024年3月21日  | 出席Tissot - Friend of the Brand Reveal                           | 以品牌之友的身分出席鐘錶品牌的活動                                                                                                 |
| 2024年3月25日  | 出席《Chill Club 推介榜年度推介23/24》記招                        | 提名角逐男歌手, 歌曲及組合獎 |
| 2024年4月3日   | 出席新歌快閃宣傳日                                                | 快閃鬧市四站「B出口」宣傳新歌《B出口》，派傳單及FREE HUG宣傳新歌                                                                   |
| 2024年11月29日 | 出席Samsung快閃宣傳活動                                           | 快閃中環，跳舞及試玩投影屏幕，宣傳Samsung AI聯盟成員                                                                               |
| 2024年12月5日  | 出席周大福活動                                                    | 到周大福，中環concept store拍攝宣傳                                                                                                |
| 2024年12月7日  | 出席《ERROR成軍六週年》簽唱會                                     | 出席ERROR首個簽唱會，ERROR全員演唱《野舞士》，在ERROR六週年紀念品上即場簽名與粉絲互動                                              |
| 2024年12月19日 | 出席改編自韓國同名電視劇《無用的謊言》記者會                      | 出席記者會, 為劇集宣傳 |
| 2024年12月26日 | 與ERROR成員「報佳音」                                             | 唱改編聖誕歌, 與粉絲互動, 宣傳並即場售賣"What's Going Wrong??"門票                                                                 |
| 2025年1月1日   | 出席《2024年度叱咤樂壇流行榜頒獎典禮》                            | ERROR入選我最喜愛組合五強 |
| 2025年1月11日  | 出席預祝生日活動                                                  | 出席生日活動 |

### MV
- Lolly Talk《四方帽之約》

## 獎項記錄
| 個人   | 個人                           | 個人                   | 個人    |
| 年份   | 頒獎單位                       | 獎項                   | 備註    |
| ------ | ------------------------------ | ---------------------- | ------- |
| 2022年 | Chill Club 推介榜年度推介21/22 | Chill Club年度新人     | 銅獎    |
| 2022年 | Yahoo! 搜尋人氣大獎2022        | 熱搜本地男女藝人或組合 | 頭100位 |
| 2022年 | Yahoo! 搜尋人氣大獎2022        | 人氣急星               | 獲獎    |

## 外部連結
- 郭嘉駿 Denis Kwok 193的Instagram帳戶
- LILABOC的Instagram帳戶
- Tanuki Coffee的Instagram帳戶